# Punk... Not Diet!
Punk... Not Diet! è il secondo album dei Giardini di Mirò.
L'album è presente nella classifica dei 100 dischi italiani più belli di sempre secondo Rolling Stone Italia alla posizione numero 82.

## Tracce
1. Too much static for a beguine
2. The swimming season
3. Given ground (oops...revolution on your pins)
4. Connect the machine to the lips tower *be proud of your cake*
5. Once again a fond farewell
6. The comforting of a transparent life
7. When you were a postcard
8. Last act in baires
9. Dolphins are here to watch your blue blood flow

## Formazione
- Alessandro Raina: voce
- Corrado Nuccini: chitarra elettrica, chitarra acustica, banjo, voce, cori
- Jukka Reverberi: chitarra elettrica, chitarra baritono, cori
- Mirko Venturelli: basso elettrico e moog
- Luca di Mira: Fender Rhodes, harmonium, mellotron
- Emanuele Reverberi: violino, tromba, accordéon, pianoforte, viola, cori
- Lorenzo Lanzi: batteria